# 北越銀行バレーボール部
北越銀行バレーボール部（ほくえつぎんこうばれーぼーるぶ）は、新潟県長岡市を本拠地に活動していた女子バレーボールチームである。

## 概要
小学生バレーボール大会の協賛などを通じスポーツ振興に貢献していた北越銀行が、1992年4月女子バレーボール部を創部。バレーボール競技経験のある行員が中心となり、元日本電気の田中千代美を監督に招聘し活動を開始した。1993年11月、三島郡三島町（現長岡市）に北越銀行体育館が竣工し、活動環境が次第に整備されていった。
1996年、東部地域リーグ入りを果たし、1997年5月、第46回黒鷲旗大会でベスト16入り。1998年2月、地域リーグプレーオフ大会で準優勝で実業団リーグ入り（翌年度からV1リーグ）を決めた。
初登場のV1リーグ（現:チャレンジリーグ）では4勝10敗、新人の齊藤綾がサーブ賞および新人賞を獲得するなど健闘した。
北越銀行がバブル崩壊に伴う不況と金融システムの大変革にさらされ、1999年4月に休部とされた。

## 成績

### 主な成績
- 1997年 - 黒鷲旗大会 ベスト16
- 1998年 - 東部地域リーグ優勝、プレーオフ大会準優勝

### 年度別成績
| 大会名   | 大会名          | 順位 | 参加チーム数 | 試合数 | 勝 | 敗 |
| -------- | --------------- | ---- | ------------ | ------ | -- | -- |
| V1リーグ | 第1回 (1998/99) | 7位  | 8チーム      | 14     | 4  | 10 |

## 休部年度の選手・スタッフ
1999年1月現在

### 選手
| 背番号 | 名前       | 年齢 | 国籍 | Position | 備考 |
| ------ | ---------- | ---- | ---- | -------- | ---- |
| 1      | 猪又一美   |      | 日本 | セッター |      |
| 2      | 斉藤かおり |      | 日本 | レフト   |      |
| 3      | 田中有紀   |      | 日本 | センター | 主将 |
| 4      | 村山幸子   |      | 日本 |          |      |
| 5      | 古館明子   |      | 日本 | ライト   |      |
| 6      | 片桐由美子 |      | 日本 |          |      |
| 7      | 高橋昌子   |      | 日本 |          |      |
| 8      | 吉原直美   |      | 日本 | セッター |      |
| 9      | 齊藤綾     |      | 日本 | レフト   |      |
| 10     | 中川麻衣子 |      | 日本 | センター |      |
| 11     | 佐藤智美   |      | 日本 |          |      |
| 12     | 関口聖子   |      | 日本 |          |      |
| 14     | 小林佳登美 |      | 日本 |          |      |
| 15     | 吉川貴子   |      | 日本 |          |      |
| 16     | 藤原桂     |      | 日本 |          |      |
| 17     | 江原ミナ子 |      | 日本 | センター |      |

### スタッフ
| 役職         | 名前       | 国籍 | 備考 |
| ------------ | ---------- | ---- | ---- |
| 部長         | 小川登志夫 | 日本 |      |
| 副部長       | 伊丹秀一   | 日本 |      |
| 監督         | 田中千代美 | 日本 |      |
| コーチ       | 高原智     | 日本 |      |
| トレーナー   | 中川孝義   | 日本 |      |
| マネージャー | 田中美沙緒 | 日本 |      |